# 博州支線
博州支線 (はくしゅうしせん、中文表記: 博州支线铁路) は、中国新疆ウイグル自治区ボルタラ市内にある全長50kmの鉄道路線。単線・電化。博楽駅にて北疆線本線から分岐する支線である。

## 歴史
- 2016年8月30日、着工。
- 2019年9月20日、開通。